# Пластинчатий конвеєр

Рисунок 1 — Пластинчастий конвеєр (вигляд загальний):
1 — похила секція; 2 — проміжна опора; 3 — настил;
4 — привідна станція; 5 — натяжна станція; 6 — бункер

Пластинчатий конвеєр (рос. пластинчатый конвейер, англ. apron conveyor, нім. Plattenband n, Gliederbandförderer m, Plattenbandförderer m) — транспортний пристрій з вантажонесучим полотном зі сталевих пластин, прикріпленим до ланцюгового тягового органу. На пластинах закріплені ходові ролики, які в процесі роботи К.п. котяться по напрямних. Осн. елементи К.п.: пластинчате полотно, ходові ролики, тяговий орган, приводна і натяжна станції. Переваги К.п.: можливість транспортування абразивної гірн. маси криволінійною трасою з малими радіусами закруглень; менші, ніж у конвеєрах скребкових, опори переміщення і витрата енергії; можливість установлення проміжних приводів, що дозволяє збільшити довжину конвеєра в одному ставі. Недоліки К.п.: висока металоємкість, складна конструкція пластинчатого полотна і трудність його очищення від залишків вологої і липкої гірн. маси, деформація пластин у процесі експлуатації, що спричиняє прокидання дрібних фракцій. Осн. параметри К.п. для вугільних шахт: ширина полотна від 500 до 800 мм; швидкість руху полотна 0,6-1,2 м/с; продуктивність 250—750 т/год; довжина в одному ставі до 600—800 м, при використанні проміжних приводів — до 1500—2000 м; кут нахилу установки — до 40о. У зв'язку з появою високоміцних гумотканинних і гумотросових стрічок, а також відносно невисокої надійності в роботі і складності монтажу галузь застосування К.п. в гірн. промисловості обмежена. Різновид К.п. — пластинчаті живильники (довж. 5-15 м) застосовуються для рівномірної подачі сипких вантажів з бункерів, крупнокускової абразивної руди в дробарки і дробленої руди з-під дробарок.
Пластинчасті конвеєри призначені для переміщення гірничої маси на поверхні, в криволінійних горизонтальних виробках і при великих кутах нахилу, а також для транспортування великокускових і абразивних вантажів.
Конвеєри підрозділяють:
- за застосуванням — на підземні і загального призначення,
- за особливостями конструкції — на гнучкі і прямолінійні,
- за кількістю приводівна одно- і багатоприводні,
- за кількістю ланцюгів — на одно- і дволанцюгові.

Перевагами пластинчастого конвеєра є: — транспортування більш широкого (порівняно зі
стрічковими конвеєрами) асортименту вантажів; — транспортування вантажів трасою з крутими
підйомами (до 35°-45°, а з ківшеподібними пластинами — до 65°-70°); — транспортування вантажів складною просторовою
траєкторією; — висока надійність.
Недоліками пластинчастого конвеєра є: — мала швидкість руху вантажів (до 1,25 м/с); — велика погонна маса конвеєра; — складність і дорожнеча експлуатації через наявність
великої кількості шарнірних елементів в ланцюгах, яким
потрібне регулярне змащення; — більша витрата енергії на одиницю маси вантажу.